# Qualificazioni alla Coppa del Mondo di rugby 2011 - Americhe
Le qualificazioni americane alla Coppa del Mondo di rugby 2011 si tennero tra il 2008 e il 2009 e riguardarono 18 squadre nazionali, 11 delle quali dal Nord America e Caraibi e 7 dal Sudamerica; organizzatori dei tornei furono rispettivamente il NACRA e la CONSUR.
Tra le squadre direttamente ammesse alla Coppa del Mondo di rugby 2011 figurava l'Argentina, terza classificata alla Coppa del Mondo di rugby 2007 e quindi non interessata alle qualificazioni; i posti in palio per le Americhe erano due più uno da inviare ai ripescaggi interzona.
Fino al turno di spareggio le qualificazioni procedettero separatamente, nel senso che l'America del Nord espresse una qualificata direttamente alla competizione mondiale e un'altra che avrebbe affrontato la vincente della zona dell'America del Sud per il secondo posto utile, destinando ai ripescaggi interzona la squadra sconfitta in tale spareggio.
Per quanto riguarda il Nord America e i Caraibi, il primo turno coincidette con la disputa del campionato caraibico 2008 la cui vincitrice affrontò la squadra campione del Sudamericano "B" 2008.
La zona di qualificazione sudamericana, invece, utilizzò il citato Sudamericano "B" del 2008 e alcuni incontri del Sudamericano "A" 2009.
A qualificarsi direttamente fu, per la zona nordamericana, il Canada e, nello spareggio tra il Nord e il Sud America, gli Stati Uniti.
L'Uruguay accedette ai ripescaggi.
A titolo statistico il torneo caraibico 2008 segnò l'inizio assoluto delle qualificazioni alla Coppa 2011, mentre il Canada fu la prima squadra in ordine di tempo a qualificarsi alla rassegna mondiale.

## Criteri di qualificazione
- Primo turno (marzo — giugno 2008). Corrispose alla disputa del campionato dei Caraibi 2008 e al Sudamericano "B" 2008. Le vincitrici di detti due tornei avanzarono al secondo turno.
- Secondo turno (ottobre 2008). Fu lo spareggio tra le due squadre qualificate dal primo turno; la vincitrice accedette al terzo turno e affrontò le squadre che partecipavano alla prima divisione del campionato sudamericano 2009[1].
- Terzo turno (aprile — maggio 2009).
  - Per quanto riguarda la zona nordamericana, essa fu uno spareggio tra Canada e Stati Uniti in doppio confronto[1]. La vincente fu qualificata direttamente alla Coppa del Mondo, mentre la squadra perdente spareggiò contro la vincente della zona sudamericana del turno.
  - La zona sudamericana si appoggiò al citato campionato continentale: la squadra qualificata fu determinata dalla miglior piazzata della classifica avulsa che teneva conto di Cile e Uruguay, già ammesse a tale turno[1], e della squadra qualificata del secondo turno.
- Turno di spareggio (novembre 2009): la perdente del confronto tra Canada e Stati Uniti contro la vincente della zona sudamericana. La vincitrice di tale spareggio fu ammessa direttamente alla Coppa del Mondo, la squadra sconfitta fu destinata ai ripescaggi intercontinentali[1].

## Situazione prima degli incontri di qualificazione
| Primo turno | Secondo turno                                              | Terzo turno                                                                                           | Spareggio                                                                 | Qualificate |
| --- | ---------------------------------------------------------- | --- | ------------------------------------------------------------------------- | --- |
| Campionato dei Caraibi 2008: - Bahamas - Barbados - Bermuda - Isole Cayman - Guyana - Giamaica - Messico - Saint Vincent e Grenadine - Trinidad e Tobago Sudamericano "B" 2008: - Brasile - Colombia - Paraguay - Perù - Venezuela | - Campione caraibico 2008 ― Campione Sudamericano "B" 2008 | America del Nord: - Canada ― Stati Uniti America del Sud: - Cile - Uruguay - Qualificata dal 2º turno | - Sconfitta 3º turno America del Nord - Vincente 3º turno America del Sud | Classificata direttamente: - Vincente 3º turno America del Nord - Vincente spareggio Ai ripescaggi: - Sconfitta spareggio |

## Primo turno

### Esito del primo turno
- Trinidad e Tobago: qualificato al secondo turno per la zona Nord- e centroamericana
- Brasile: qualificato al secondo turno per la zona sudamericana

## Secondo turno
L'andata del secondo turno si tenne a Port of Spain, capitale di Trinidad e Tobago.
Il Brasile si impose sulla formazione di casa per 31-8 ipotecando già da tale incontro il passaggio di turno: all'attivo dei brasiliani quattro mete contro una dei centroamericani.
Al ritorno a São José dos Campos Trinidad e Tobago tentò di ribaltare il risultato, portandosi anche in vantaggio all'inizio della ripresa sul 12-7, ma il ritorno dei sudamericani con tre mete negli ultimi 20 minuti mise la parola fine alle residue speranze di qualificazione dei caraibici.
| Arbitro: | David Smortchevsky |

|              |      |                                             |
| 41’ Clark    | mt   | 3’ Gregg 20’ Da Ros 43’ Duque 72’ Comoretto |
|              | tr   | 72’ Cogliandro                              |
| 35’ O'Connor | c.p. | 2’, 63’ Cogliandro                          |
|              | drop | 33’ Duque                                   |

| Arbitro: | Santiago Slinger |

|                                                   |    |                       |
| 15’ Gregg 61’ López 69’ Monfrinatti 80’ Dawailibi | mt | 20’ Cabera 44’ Snaggs |
| 15’, 80’ Monfrinatti                              | tr | 44’ O'Connor          |

## Terzo turno

### America del Nord
Lo spareggio tra le due nordamericane si svolse a luglio 2009: all'andata a Charleston, in Sud Carolina, gli Stati Uniti vinsero 12-6 una gara senza mete, caratterizzata dai punti al piede di Mike Hercus per la Nazionale a stelle e strisce e da quelli di James Pritchard per i canadesi; al ritorno a Edmonton questi ultimi ribaltarono nettamente il punteggio imponendosi per 41-18 e divenendo la prima squadra a qualificarsi per la Coppa del Mondo del 2011.
| Arbitro: | Alan Lewis |

|                         |      |                    |
| 42’, 47’, 80'+6’ Hercus | c.p. | 38’, 45’ Pritchard |
| 35’ Hercus              | drop |                    |

| Arbitro: | Alan Lewis |

|                                                              |      |               |
| Kleeberger Fairhurst Mensah-Coker v.d. Merwe Evans Pritchard | mt   | Clever Swiryn |
| Pritchard (4)                                                | tr   | Hercus        |
| Pritchard                                                    | c.p. | Hercus (2)    |

### Esito del terzo turno
- Canada: qualificata alla Coppa del Mondo come prima squadra americana
- Stati Uniti e Uruguay: al turno di spareggio per determinare la seconda squadra americana

## Turno di spareggio
Lo spareggio nord-sudamericano riguardò gli Stati Uniti, usciti sconfitti dall'incontro di qualificazione diretta contro il Canada, e l'Uruguay, vincitore del triangolare sudamericano contro Brasile e Cile; la prima gara si disputò a Montevideo il 14 novembre 2009 e vide una vittoria di misura dei nordamericani per 27-22; il ritorno a Lauderhill in Florida una settimana più tardi vide l'Uruguay soccombere 6-27 e gli Stati Uniti qualificarsi alla Coppa del Mondo di rugby 2011, lasciando ai sudamericani la chance dei ripescaggi interzona.
| Arbitro: | Federico Pastrana |

|                                           |      |                                     |
| 79’ Etcheverry                            | mt   | 14’ Usasz 19’, 48’ Swiryn 65’ Wyles |
| 79’ Etcheverry                            | tr   | 48’, 65’ Hercus                     |
| 18’ Morales 55’, 64’, 74’, 76’ Etcheverry | c.p. | 37’ Hercus                          |

| Arbitro: | David Smortchevsky |

|                                            |      |                        |
| 20’ Stanfill 34’ Swiryn 50’, 80'+8’ Clever | mt   |                        |
| 50’, 80'+8’ Hercus                         | tr   |                        |
| 2’ Hercus                                  | c.p. | 40'+6’, 48’ Etcheverry |

### Esito del turno di spareggio
- Stati Uniti: qualificati alla Coppa del Mondo come seconda squadra americana
- Uruguay: ai ripescaggi interzona

## Quadro generale delle qualificazioni
In grassetto le squadre qualificate al turno successivo
| Primo turno | Secondo turno                 | Terzo turno                                                                          | Spareggio               | Qualificate                                                                |
| --- | ----------------------------- | ------------------------------------------------------------------------------------ | ----------------------- | -------------------------------------------------------------------------- |
| Campionato dei Caraibi 2008: - Bahamas - Barbados - Bermuda - Isole Cayman - Guyana - Giamaica - Messico - Saint Vincent e Grenadine - Trinidad e Tobago Sudamericano "B" 2008: - Brasile - Colombia - Paraguay - Perù - Venezuela | - Trinidad e Tobago ― Brasile | America del Nord: - Canada ― Stati Uniti America del Sud: - Cile - Uruguay - Brasile | - Stati Uniti - Uruguay | Classificata direttamente: - Canada - Stati Uniti Ai ripescaggi: - Uruguay |